# Assassin's Creed: Lost Legacy
Assassin's Creed: Lost Legacy es un videojuego cancelado que iba a ser desarrollado para la Nintendo 3DS. Fue anunciado en primicia durante la conferencia de prensa de Nintendo en el E3 de 2010. El juego se ha cancelado, y de él ha surgido la idea de crear Assassin's Creed: Revelations.
El juego estaría protagonizado por Ezio Auditore, una vez más como protagonista principal. La historia comenzaba con el viaje de Ezio a Oriente, a la antigua ciudad de Masyaf, donde descubriría los orígenes de la orden de los Asesinos, y sus posibles conexiones con la historia del primer Assassin's Creed y  Altaïr ibn-La'Ahad.